# Diarimella setulosa
Diarimella setulosa är en svampart som beskrevs av B. Sutton 1980. Diarimella setulosa ingår i släktet Diarimella, divisionen sporsäcksvampar och riket svampar.   Inga underarter finns listade i Catalogue of Life.